# 绅士化
仕紳化（英語：gentrification）或士紳化、紳士化，又译为中产阶层化、贵族化，是指通过更多富裕的居民和企业的涌入，改变一个社区的特征的过程，这是城市政治与规划中一个常见而又富有争议的话题。绅士化通常会增加社区的经济价值，但由此导致的人口迁移本身可能成为一个主要的社会问题。士紳化的轉變過程可能因著重建速度而需時多年，但引申的結果是本區生活指數提高，原居住的低收入者最後可能反被新遷入的高收入者歧視，或引致原居住的低收入者不得不遷離往更偏遠或條件更差的地區維持生活。該地區吸引了第一批高收入者遷入後，就轉而成為吸引其他同階層人士遷入聚居的引力，使士紳化過程越加快速。
社區的人口結構亦會因士紳化而改變，最顯著的是少數族裔會首先遷出，新遷入較富裕的新一代亦通常是單身或新婚家庭，導致平均家庭人口減少，政府統計部門及學者在研究社會情況時亦需要特別注意。

## 源起
士紳化（Gentrification）一詞源自英文中的“gentry”，是中世纪欧洲的一个社会阶级，社会地位仅次于贵族，与中国古代紳士的地位类似。词义指先天條件優越、在較好的環境中成長並獲得較高社會地位的人。社會學家卢斯·格拉斯在1964年的文章中首先使用此詞，她以倫敦的伊斯林頓為例作了如下描述：

在倫敦，一個又一個的貧苦勞工民區被中產階級入侵，當那些破落的房舍租約期滿後，就搖身變成了高雅而昂貴的大宅……士紳化的過程一旦展開，就只有義無反顧地加速進行；而直至所有原居的勞工階層居住者都遷出後，整個社區面貌就徹底地改變了。

## 正反觀點
持正面觀點者（如房利美）認為士紳化使本區物業價值上升，業主可以更容易向財務機構貸款，租出物業時亦可享有更高租金，租客也可享有更佳居住環境；士紳化亦吸引首次置業者前來投資。由於士紳化通常是私人投資的結果，本區罪案數字亦可望減低，以及活化社區群體。
批評者著眼於人際關係，詳述本區租金上升，但未能負擔的低收入者之間會引起社群糾紛，住客在各種因素影響下被迫搬離本區，原有社群及人際關係就此瓦解，社區特色永久消失；而同樣情況而適用於本區傳統商舖。而所謂罪惡數字減低亦只不過是罪案往他區輸出的假象，反而造成他區罪案變本加厲。

## 各地情況

### 香港
2004年初香港房屋委員會決定分拆其商業物業及停車場予領展房地產投資信託基金，亦被視為香港公共屋邨商場士紳化的例子。

### 臺灣
臺灣的大學曾經在1990年代爆炸性的成長，而建造新大學的政府或財團往往選擇鄉下或山區做為校區地點，導致外來財團掌握整個租屋市場和飲食市場，高收入的教師（教授）社區因為人數眾多而改變原本的社區經濟結構。

### 韓國
首爾市政府正積極對抗日益嚴重的仕紳化現象，為防堵這樣的狀況日益惡化，籌備了一套「仕紳化綜合對策」，希望藉此讓當地居民能重新享有地區發展利益。為讓當地市民免於仕紳化迫害，2017年起優先以出現嚴重仕紳化的六個地區為對象：① 大學路、② 仁寺洞、③ 新村‧弘大‧合井、④ 北村‧西村、⑤ 成美山社區、⑥ 解放村‧世運商街‧聖水洞，藉由提供政策與資源補助，建立先行模範，爾後將進而擴散至首爾市全區。

### 中国大陆
中国大陆地区的仕绅化与其他地区略有不同，因为该地区没有房地产税且与城市化和城市扩建同步。著名的案例包括北京的望京地区和上海的浦东新区。这些地区在早些年主要是村镇和工业社区，居民以贫困的农民和工人为主，但在城市化进程中，很多较为富裕的居民随着新建设的中高档住宅迁入，改变了当地人口收入结构。随之而来的是更多富裕居民的迁入。但由于没有房地产税且有中国特色的拆迁政策，很多当地居民依旧定居于此，并在随后的地产市场爆炸式增长中获利良多。
仕绅化在中国大陆的大城市中已有比较成熟的实践经验，包括在建设配套设施如学校和休闲娱乐场所等。但对于中小城市，例如昆明和呼和浩特就会出现一些问题，这些地区学区制和社区分层历史不够长久，而且财富增长才刚起步，因为对滞后的优良配套设施的不满意，这些地区在集中建设高档住宅后有很大的演变成鬼城的可能性。